# Pierre-Médard Diard
Pierre-Médard Diard est un naturaliste et un explorateur français, né en 1794 et mort en 1863.

## Biographie
Il commence à étudier la médecine lorsqu’il interrompt ses études pour s’engager dans les troupes françaises en 1813-1814. Après son service, il étudie notamment auprès de Georges Cuvier (1769-1832). Au côté de Alfred Duvaucel (1793-1825), il part en Inde en 1817 récolter des spécimens d’histoire naturelle pour le compte du Muséum national d'histoire naturelle. L’année suivante, avec Duvaucel, il travaille comme naturaliste pour Sir Thomas Stamford Raffles (1781-1826). Mais en 1821, ses collections sont confisquées par la Compagnie anglaise des Indes orientales. Diard quitte alors Duvaucel pour séjourner en Cochinchine, visite le royaume d’Annam et le Cambodge. Il est l’un des premiers européens à visiter Angkor. Il part en Malaisie avant de travailler pour les Hollandais à Batavia. Ses collections sont alors acheminées au muséum de Leyde où elles sont étudiées par Coenraad Jacob Temminck (1778-1858). En 1825, il est nommé directeur des services agricoles de l’île de Java et participe à l’introduction d’importante culture comme la canne à sucre ou l’élevage du ver à soie.
De nombreuses espèces lui ont été dédiées comme :
- Trogon de Diard (Harpactes diardii) oiseau de la famille des Trogonidae décrit par Temminck en 1832.
- Faisan prélat (Lophura diardi), oiseau de la famille des Phasianidae décrit par Charles-Lucien Bonaparte (1803-1857) en 1856.
- Rhopodytes diardi, oiseau de la famille des Cuculidae décrit par René Primevère Lesson (1794-1849) en 1830.
- Argyrophis diardii, reptile de la famille des Typhlopidae décrit par Hermann Schlegel (1804-1884) en 1839.
- Hyllus diardi, araignée de la famille des Salticidae décrit par Charles Athanase Walckenaer (1771-1852) en 1837.
- Coilodera dairdi, coléoptère de la famille des Scarabaeidae décrit par Hippolyte Louis Gory (1800-1852) et Achille Rémy Percheron (1797-1869) en 1833.
- Ainsi qu’une sous-espèce de la panthère nébuleuse, Neofelis nebulosa diardi, promue au rang d'espèce en 2007 sous le nom de Neofelis diardi.

## Ouvrage
- Félix Dujardin, François Joseph Derouet, Jean Bernard Toussaint Jacquemin-Bellisle et Pierre-Médard Diard, Flore complète de l'Indre, Tours, A. Mame, 1833, 472 p. (lire en ligne).

## Source
- Numa Broc (1992). Dictionnaire illustré des explorateurs et grands voyageurs français du XIXe siècle. II. Asie. Éditions du CTHS (Paris) : 452 p.
- Ce texte utilise des extraits de l'article de langue anglaise de Wikipédia (version du 20 avril 2006).

## Orientation bibliographique
- J. H. Peyssonnaux, Vie, voyages et travaux de Pierre Médard Diard, Bulletin des amis du vieux Hué, n° 1 de la 22e année, Hanoï, 1935.